# S Ori 52
S Ori 52 es un objeto astronómico de naturaleza incierta del cúmulo Delta Orionis y se encuentra en la clase espectral L. Se observó por primera vez desde el Observatorio W. M. Keck de Mauna Kea. Se le estima una masa de entre unas 2 y 8 veces la masa de Júpiter. La naturaleza exacta del objeto sigue siendo controvertida y los estudios muestran que podría ser un sub-enana marrón, un planeta vagabundo, o simplemente podría ser una enana marrón más antigua situada en el primer plano del cúmulo Orionis.